# Anca Puiu
Anca Puiu (născută la București la 30 octombrie 1971) este o producătoare și actriță de film din România.
Este căsătorită cu Cristi Puiu și este partener al firmei de producție cinematografică Mandragora.

## Biografie
Absolventa a facultății Gh. Asachi, Textile-Pielarie, din Iași a fost Director general pentru companii de productie echipamente de fotbal pentru Premiere League din Marea Britanie, Bundesliga din Germania și Eredivisie din Olanda.
În anul 2004 a fondat impreuna cu Cristi Puiu casa de producție cinematografică Mandragora iar in anul 2007 compania de distribuție si promovare cinema, arte vizuale si arte ale spectacolului, Iadasarecasa.

## Filmografie

### Producător de film
Începînd din 2004 a lucrat la producția multor filme care au consacrat succesul noului val al cinematografiei românești. Printre acestea se numără și: 
- 2005 - Moartea domnului Lăzărescu, regia Cristi Puiu[2]
- 2008 - Megatron, regia Marian Crișan[3]
- 2009 - Francesca, regia Bobby Păunescu,
- 2010 - Morgen, regia Marian Crișan,[4]
- 2010 - Metrobranding, regia Ana Vlad si Adi Voicu,[5]
- 2010 - Victoria, regia Ana Vlad si Adi Voicu, [6]
- 2010 - Adulter, regia Peter Kerek[7]
- 2010 - Aurora, regia Cristi Puiu
- 2010 - Rocker, regia Marian Crișan[8]
- 2012 - Wonderland, regia Peter Kerek[9]
- 2012 - Betoniera, regia Liviu Săndulescu
- 2012 - Fotografii de familie, regia Andrei Cohn[10]
- 2013 - Songs for a museum, regia Eliza Zdru[11]
- 2013 - Români în Ucraina, regia Ana Vlad si Adi Voicu
- 2014 - Viktoria, regia Maya Vitkova[12]
- 2014 - Români în Serbia, regia Ana Vlad si Adi Voicu
- 2015 - Autoportretul unei fete cuminti, regia Ana Lungu
- 2015 - Acasă la tata, regia Andrei Cohn
- 2016 - Sieranevada, regia Cristi Puiu
- 2018 - One Girl, regia Rosa Russo
- 2018 - Un prinț și jumătate, regia Ana Lungu
- 2019 - Arest, regia Andrei Cohn
- 2019 - Urma, regia Dorian Boguță
- 2019 - Cărturan, regia Liviu Săndulescu
- 2020 - Malmkrog, regia Cristi Puiu
- 2020 - Berliner, regia Marian Crișan[8]
- 2021 - Rondul de noapte, regia Josef Damian
- 2021 - Uneori ninge cu zăpada, alteori cu întuneric, regia Gabriel Achim

### Actriță
- Moartea domnului Lăzărescu (2005)
- Autoportretul unei fete cuminți (2014)